# Okanagan Valley
Okanagan també conegut com Okanagan Valley i de vegades Okanagan Country és una regió del Canadà dins la província canadenca de la Colúmbia Britànica, està definit per la conca de drenatge del Llac d'Okanagan i la part canadenca del riu Okanagan. L'any 2009 aquesta regió tenia 350.927 habitants. La ciutat principal és Kelowna. El nom deriva d'un topònim en l'idioma okanagan dels amerindis d'aquesta zona: ukʷnaqín. Aquesta regió és coneguda pel seu clima sec i assolellat i pel seu estil de vida particular. L'economia està basada en l'agricultura, el comerç i el turisme. L'agricultura se centra sobretot en els arbres fruiters i més recentment en la vinya. La vall va del riu Sicamous, (on s'ajunta amb el riu Shuswap), fins a la frontera amb els Estats Units, on continua amb el nom de Comtat Okanagan (Okanogan County).

## Història
La vall Okanagan és la llar de l'Okanagan people, un poble Interior Salish que viuen la vall des de la capçalera del Llac d'Okanagan fins a la confluència amb el riu Colúmbia actualment dins l'estat de Washington, com també en la veïna Vall Similkameen, encara que el territori tradicional comprenia tota la conca del riu Colúmbia. Eren caçadors-recol·lectors. Actualment les bandes d'amerindis membres de la Okanagan Nation Alliance són nacions amb sobirania i el mes d'agost de cada any celebren la continuïtat de la vida i cultura dels Okanagan.
L'any 1811 els primers no natius vingueren a la Vall Okanagan per comerciar amb les pells dels animals. Establiren una ruta comercial fins a l'any 1846 quan el Tractat d'Oregon va establir la frontera entre la Colúmbia Britànica i els Estats Units a l'oest de les Rocky Mountains sobre el paral·lel 49.

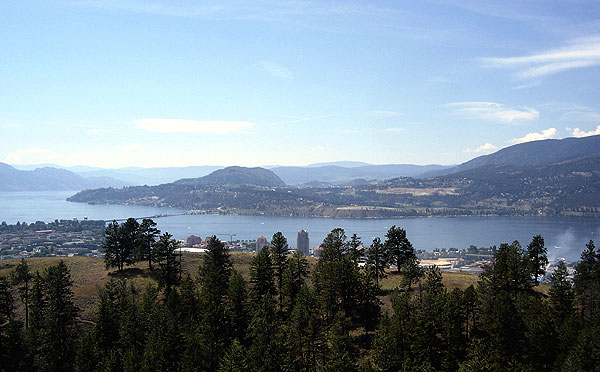
Vista de la Vall d'Okanagan des del turons sobre Kelowna

L'any 1859, es va establir el primer assentament europeu on actualment es troba Kelowna. La febre d'or del Canyon Fraser de 1858 també va encoratjar més assentaments.
La producció de fruita començà el 1892 amb les pomes.

## Clima
Com gran part del sud de la Colúmbia Britànica Okanagan té un clima relativament suau essent les temperatures mitjanes d'estiu les més altes del Canadà, encara que Okanagan és força més sec que moltes altres zones. La vegetació passa dels cactus i artemísies del sud a les coníferes del nord.

## Geografia
Les característiques geogràfiques inclouen:

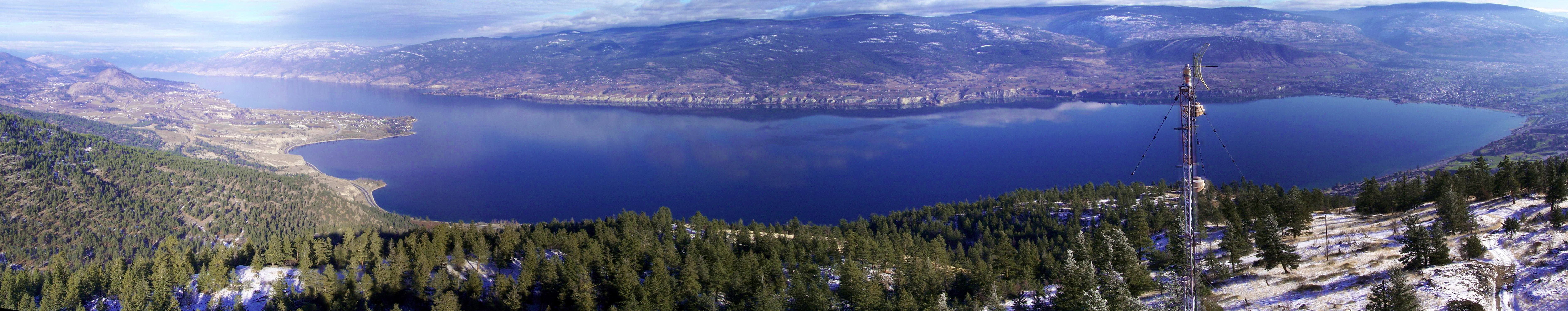
Vista panoràmica d'Okanagan, prop de Penticton.

- Llac Kalamalka
- Llac Mahoney
- Llac Mara
- Muntanyes Monashee
- Altiplà Okanagan
- Llac Okanagan
- Riu Okanogan
- Llac Osoyoos
- Riu Shuswap
- Llac Skaha
- Llac Swan
- Altiplà Thompson
- Llac Tuc-el-nuit
- Llac Vaseaux
- Llac Wood (Colúmbia Britànica)